# Grand-Rozoy
Grand-Rozoy är en kommun i departementet Aisne i regionen Hauts-de-France i norra Frankrike. Kommunen ligger  i kantonen Oulchy-le-Château som ligger i arrondissementet Soissons. År 2022 hade Grand-Rozoy 299 invånare.

## Befolkningsutveckling
Antalet invånare i kommunen Grand-Rozoy
Referens: INSEE